# Јован Анђел (севастократор)
Јован Анђел (грчки: Ιωαννης Αγγελος; умро 1348), био је византијски севастократор, војсковођа и владар Епира и Тесалије.

## Биографија
Јован Анђел је био рођак (могуће нећак) византијског цара Јована VI Кантакузина, најближег сарадника цара Андроника III Палеолога (1328-1341). Имена његових родитеља су непозната. Могуће да је био син протовестијара Андроника Палеолога. Цар Јован VI Кантакузин у својим мемоарима пише да је сам подигао и одгајао Јована Анђела подучавајући га ратним вештинама. У изворима се Јован први пут јавља 1328. године, као намесник Касторије. Потом је око 1336/7. године, био кефалија Јањине са титулом пинкерна. Јањина је, као и остале епирске територије, прикључена Византијском царству након освајања цара Андроника III  извршених након завршетка последњег Византијско-српског рата. Епиром је владао деспот Јован II Орсини који умире 1335. године, остављајући га у рукама малолетног деспота Нићифора II Орсинија и његове мајке деспине Ане Палеолог. Локално становништво, незадовољно византијском влашћу, диже побуну 1339. године. Деспот Нићифор II се вратио са Пелопонеза у намери да преузме власт над Артом, али су Јован и Андроник лако угушили побуну.
Јован је остао у Епиру до смрти цара Андроника III Палеолога (јун 1341). Тада је напустио Арту и кренуо ка Димотици да се састане са Кантакузином. Узео је учешћа у грађанском рату два Јована подржавајући Кантакузиново проглашење за цара 26. октобра 1341. године. Пратио је Кантакузина у нападу на Солун и приликом састанка са краљем Стефаном Душаном (1331-1355). Исте године су тесалски племићи пришли Кантакузину нудећи му помоћ у рату. Кантакузин је након успешних преговора именовао Јована Анђела пинкерном и доживотним намесником Тесалије. Касније је Јован Анђел напредовао до севастократорске титуле. Јован Анђел је успешно владао Тесалијом. Користећи се нападом Каталонаца на Атинско војводство, Јован Анђел је проширио своју државу над читавим Епиром и Акарнанијом. Деспина Ана Палеолог је заробљена и утамничена. Почетком 1343. године, Јован Анђел је учествовао на челу тесалског контингента у Кантакузиновом нападу на Солун.
Јован Анђео је владао Епиром, Етолијом и Акарнанијом до почетка 1348. године. Умро је од куге. Његову смрт искористио је, сада цар, Стефан Душан који је заузео његове територије (Епир на јесен 1347, а Тесалију почетком 1348. године, неколико месеци након Јованове смрти). На чело новоосвојених територија у Тесалији постављен је кесар Прељуб.